# Cefamandolo
Il cefamandolo è un antibatterico del gruppo delle cefalosporine di seconda generazione. Ha l'anello β-lattamico parzialmente protetto che gli conferisce una leggera resistenza all'enzima β-lattamasi.

## Indicazioni
Il principio attivo è efficace contro alcune infezioni delle vie respiratorie.

## Controindicazioni
Da evitare (o somministrare con molta attenzione) in caso di allergia alle penicilline, controindicata in caso di ipersensibilità nota al farmaco.

## Effetti collaterali
Tra i soggetti che fanno uso di alcolici manifesta un effetto analogo a quello del disulfiram, che inibisce la aldeide deidrogenasi interrompendo l'ossidazione dell'alcol etilico. L'aldeide acetica accumulata nell'organismo risulta tossica e determina ipoprotrombinemia ed inibizione dell'attivazione della vitamina K.